# Juliette Pary
Pour les articles homonymes, voir Pary.
Juliette Pary, nom de plume de Juliette Gourfinkel, est une journaliste, traductrice et romancière française née à Odessa (Empire russe) le 6 août 1903 et morte à Vevey (Suisse) le 1er octobre 1950.

## Biographie
Journaliste et épouse d'Isaac Pougatch (1897-1988), sœur de Nina Gourfinkel, elle a également été directrice de colonies de vacances. 
Elle traduit de l'anglais des romans, dont quelques titres d'Agatha Christie, avant de passer à l'allemand pour donner le texte français d'œuvres de Stefan Zweig (Sigmund Freud : La Guérison par l'esprit) et de Hermann Hesse (Le Loup des steppes).
Elle publie en 1933 L'Homme aux romans policiers dans la collection Le Masque et, l'année suivante, Les hommes sont pressés, un roman psychologique chez Gallimard. En 1934, elle fait paraître Le Mystère de l'Opéra Building et, en 1948, L'Amour des camarades, deux ouvrages de littérature d'enfance et de jeunesse. Mes 126 gosses est inspiré de son expérience d'éducatrice dans une colonie pour enfants en banlieue parisienne en 1935.

## Œuvre

### Romans
- L'Homme aux romans policiers, Paris, Librairie des Champs-Élysées, Le Masque no 125, 1933
- Les hommes sont pressés, Paris, Gallimard, 1934
- Mes 126 gosses, Paris, Flammarion, 1938

### Ouvrages de littérature d'enfance et de jeunesse
- Le Mystère de l'Opéra Building, Paris, Librairie des Champs-Élysées, coll. Les Rapaces no 10, 1934
- L'Amour des camarades, Lille, V. Michon, 1948